# Strix davidi
Strix davidi là một loài chim trong họ Strigidae.